# Covington (Georgia)
Covington város az USA Georgia államában. Lakosainak száma 14 192 fő (2020. április 1.).

## Népesség
A település népességének változása:
| Lakosok száma | 13 118 | 13 347 | 14 192 |
|               | 2010   | 2012   | 2020   |